# Omphra pilosa
Omphra pilosa – gatunek chrząszcza z rodziny biegaczowatych i podrodziny Anthiinae.

## Taksonomia
Gatunek ten opisany został w 1834 roku przez Johanna C. F. Kluga jako Helluo pilosus.

## Opis
Ciało obu płci długości od 14 do 17 mm, czarne. Odnóża czarne z rudobrązowymi krętarzami i biodrami. Szczecinki na całym ciele czarne. Nasada bródki z dwoma szczecinkami. Obie pary głaszczków o czwartym członie rozszerzonym. Ostatni człon czułków podłużono-owalny. Przedplecze w obrysie całkiem zaokrąglone, silnie wypukłe, najszersze pośrodku. Pokrywy podłużno-owalne, najszersze za środkiem, o barkach niewystających, a wierzchołku niespiczastym lecz tępo ściętym i nieco obrzeżonym. Międzyrzędy pokryw silnie wypukłe. Narządy rozrodcze samców z szeroką blaszką apikalną o zaokrąglonym wierzchołku, samic natomiast z jedną szczecinkami na brzuszno-bocznej krawędzi drugiego stylomeru i jedną na apikalnym żeberku pierwszego.
Gatunek podobny do O. rotundicollis i O. hirta.

## Rozprzestrzenienie
Gatunek orientalny, endemiczny dla subkontynentu indyjskiego. Znany z Indii (w tym Kerali, Maharasztry i Uttar Pradesh) i Sri Lanki.